# Emmaste-Kurisu
Emmaste-Kurisu (Duits: Kurrisoo) is een plaats in de Estlandse gemeente Hiiumaa, provincie Hiiumaa. De plaats heeft de status van dorp (Estisch: küla).
Tot in oktober 2017 behoorde Emmaste-Kurisu tot de gemeente Emmaste en heette de plaats Kurisu. In de maand ging Emmaste op in de fusiegemeente Hiiumaa. Daarin lag nog een tweede plaats met de naam Kurisu. Die mocht zo blijven heten; dit Kurisu werd herdoopt in Emmaste-Kurisu.

## Bevolking
Het dorp had 18 inwoners op 31 december 2011 en 14 inwoners op 31 december 2021.

## Ligging
De plaats ligt in een karstgebied. Hier ligt de grootste doline van het eiland Hiiumaa, de Kurisoo auk. Het gebied, met een oppervlakte van 0,8 ha, is beschermd. Soms staat de doline vol water, dat binnen een paar uur weer in de grond gezakt kan zijn.

## Geschiedenis
(Emmaste-)Kurisu werd voor het eerst vermeld in 1609 onder de naam Kuris Andres, een boerderij op het landgoed van Großenhof (Suuremõisa). In 1782 was ze een Hoflage, een niet-zelfstandig landgoed. Vanaf 1796 lag ze op het landgoed van Emmast (Emmaste). In 1798 was ze onder de naam Kurriso een dorp geworden.
Tussen 1977 en 1997 maakte het dorp deel uit van het buurdorp Lassi.